# Mfimi (Kwa)
Der Mfimi (oder Fimi) ist ein kurzer Fluss im Westen der Demokratischen Republik Kongo. Mit seinem längsten Nebenfluss hat er eine Länge von etwa 1000 km.

## Verlauf
Der Fluss entspringt dem Mai-Ndombe-See. Durch seine Form und die wechselnden Wasserstände im Mai-Ndombe-See ist eine Quelle schwer auszumachen. Unmittelbar nach dem Verlassen des Sees, gegenüber von Kutu, mündet von links der Lukenie. Nach 164 km mündet der Fimi bei Mushie in den Kasai, der ab da als Kwa bezeichnet wird.

## Identifikation
Je nach Quelle wird der Fimi als Weiterführung des Lukenie ab der Mündung des Mai-Ndombe-Sees, oder der Lukenie als Nebenfluss des Fimi benannt. Teils werden die beiden Flüsse als Lukenie-Fimi zusammengefasst.